# Immunoprecipitazione
L'immunoprecipitazione è quel fenomeno che si verifica in una soluzione in cui si ha la concomitante presenza di antigene/i (formati da uno o più determinanti antigenici - epitopi -) e di anticorpi (Ig) diretti contro di essi. In queste condizioni è possibile che si formino aggregati antigene-anticorpo (Ag-Ig) multipli, che però non portano obbligatoriamente ad un'immunoprecipitazione. Infatti se l'Ag o l'Ig sono troppo diluiti (se il rapporto della loro concentrazione si discosta troppo dall'unità) il fenomeno non si verifica. In questi casi avremo o un eccesso di Ig, o di Ag che non permetteranno la formazione di un aggregato abbastanza grande, che non avrà le dimensioni adatte alla precipitazione.
L'immunoprecipitazione avviene solo quando si forma un reticolo di Ag-Ig insolubile al punto di equivalenza. In altre parole l'immunoprecipitazione avviene solo a concentrazioni ottimali dei reagenti, ovvero quelle condizioni in cui non abbiamo né una sovrabbondanza di Ag (ciò provocherebbe una condizione in cui avremmo solo anticorpi circondati da antigene), né un eccesso di Ig (in questo caso avremmo molecole di antigene completamente circondate da anticorpi).
Si consideri poi che gli anticorpi sono proteine, quindi dobbiamo tener conto dell'importante ruolo di temperatura, pH ed affinità nel fenomeno dell'immunoprecipitazione.
Generalmente la reazione di precipitazione avviene in due fasi: prima si ha la formazione di molti complessi Ag-Ig solubili (reazione rapida), in seguito si verifica l'aggregazione di questi micro-complessi per arrivare alla formazione di un aggregato reticolare più grande, insolubile e visibile nel precipitato (reazione più lenta).